# Take Air (авиакомпания)
Take Air — французская авиакомпания, базирующаяся на Мартинике. Выполняет регулярные рейсы по Карибским островам.

## История
Основана в конце 2006 года. В декабре был зарегистрирован первый самолёт авиакомпании (Let L-410 Turbolet), который к марту 2007 года имел налёт более 300 часов. 18 марта 2007 года компанией был приобретён второй L-410, который после прохождения всех формальностей был принят к полётам.
Помимо деятельности под собственным брендом авиакомпания также выполняет рейсы от имени виртуального перевозчика AirStMaarten, который не имеет самолётов в своём парке.

## Направления
Take Air выполняет регулярные рейсы, связывающие Мартинику со следующими островами:
- Остров Святого Мартина
- Антигуа
- Гваделупа
- Доминика
- Сент-Люсия
- Сент-Винсент
- Кануан
- Юнион

## Флот
По состоянию на март 2007 года флот компании состоял из следующих самолётов:
- Let L-410 UVP-E20 — 2 единицы.